# Giganta (mitología)

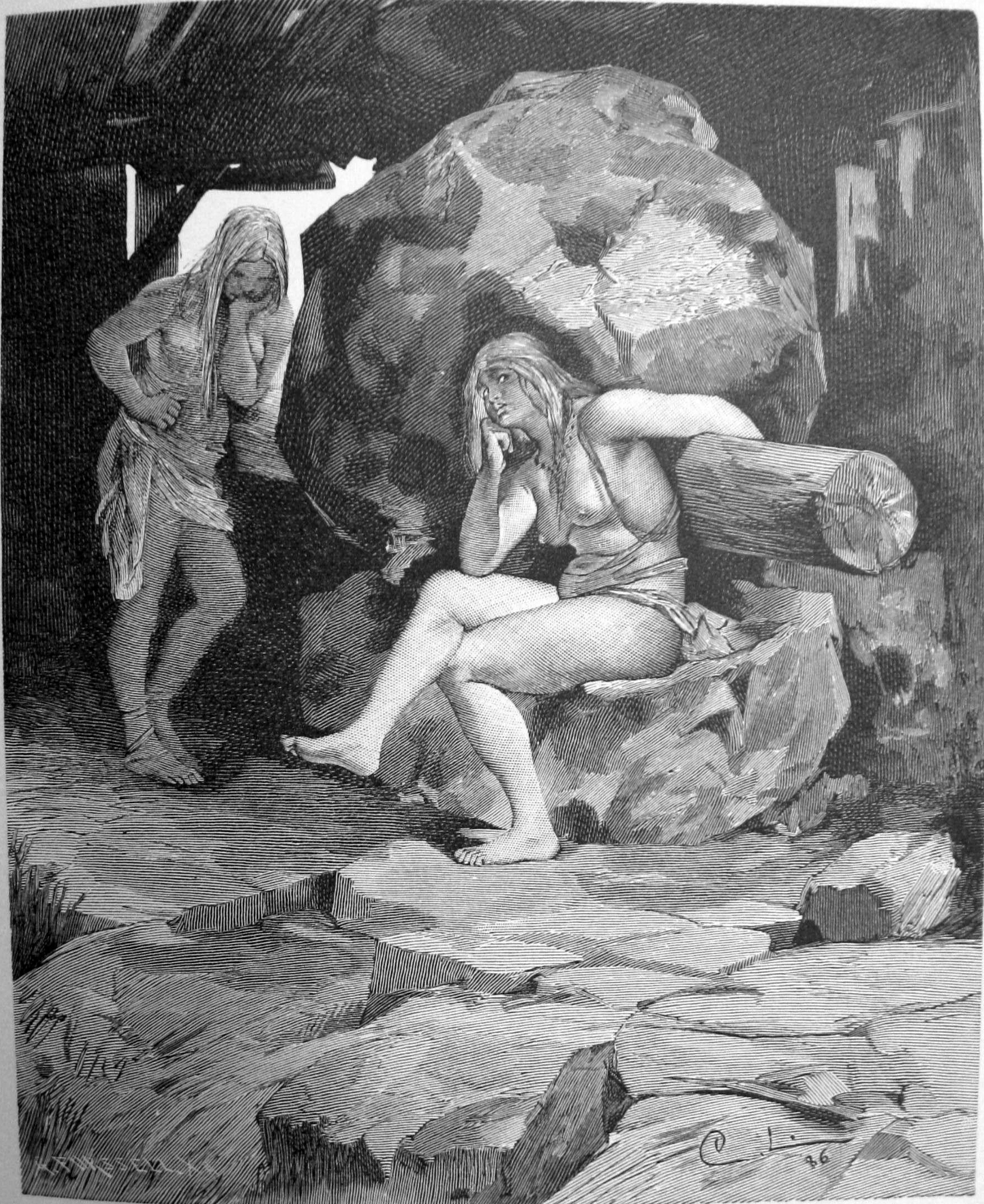
Fenja y Menja en el molino, Grottasöngr

Una giganta es un gigante de sexo femenino; ya sea un ser mitológico, como serían las amazonas en la mitología griega, o una mujer de una estatura más alta que el promedio, a veces resultado de una anomalía genética o médica, como sería el gigantismo.

## Mitología

### Mitología griega

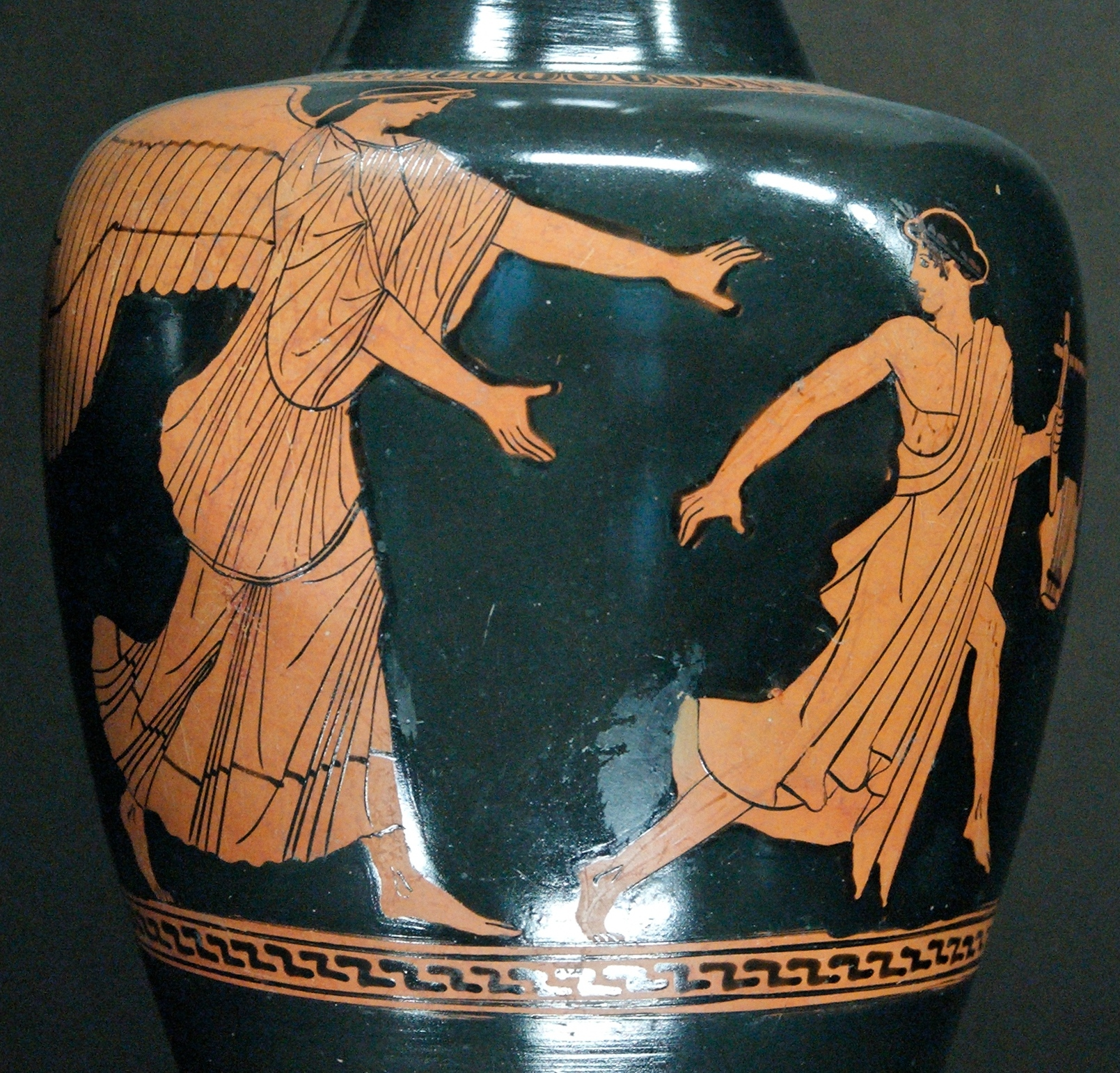
La titánides Eos persiguiendo a Titono, en un enócoe de la periferia de Ática.
470 a. C. – 460 a. C.

Las gigantes son merecedoras de una discusión separada de los gigantes masculinos por una serie de razones. Para empezar, aunque la mitología clásica contiene muchas referencias a gigantas, se da poca información sobre ellas (esto contrasta fuertemente con las detalladas historias de gigantes masculinos). La causa podría ser la naturaleza patriarcal de estas sociedades, que se opone a la idea de otorgar poder a las mujeres.

### Mitología hinduista

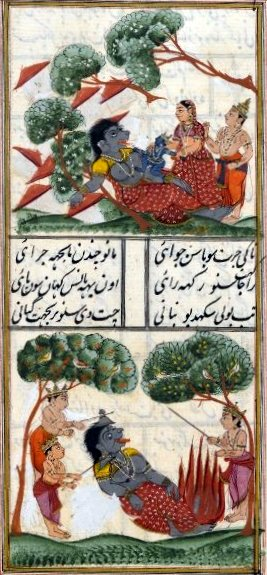
En un manuscrito indio (hacia 1890), los padres de Krisná recuperan a su bebé del pecho de la giganta Putana. En la figura inferior se ve el proceso de cremación de Putana.

En el Rig-veda (el texto más antiguo de la India, de mediados del II milenio a. C.) no hay mención de ningún gigante femenino. Recién en las leyendas sobre el dios Krisná ―que se mencionan por primera vez en el Majábharata (texto épico-religioso del siglo III a. C. aproximadamente)― aparece la historia de una demonia giganta llamada Putana, que le dio de tomar de su pecho envenenado al bebé Krisná, pero terminó asesinada por este.
Según el mito, a pedido del malvado rey Kamsa ―tío del recién nacido dios Krisná― ella se envenenó los pezones para matarlo y se hizo pasar por una aldeana común y corriente (de estatura normal). Pero Krisná succionó su leche y también su «aire vital» (su prana, o energía espiritual). En ese momento ella no pudo ocultar su forma original: readoptó su estatura de varios cientos de metros de altura y con su caída aplastó un bosque entero. Como Krisná la aceptó aunque fuera momentáneamente como nodriza, ella alcanzó el mundo espiritual, a pesar de todo su mal karma como demonia.
De este mito los hinduistas extraen dos enseñanzas: a) que si se sirve a Dios, aunque sea un momento y con mala intención, se destruye todo el karma (las reacciones de las actividades buenas o malas), y los resultados son óptimos; y b) que las mujeres no tienen la fuerza moral necesaria para tener poder sin corromperse.
Esta leyenda fue versionada en varios Puranas posteriores, entre los cuales el Bhágavata-purana (del siglo X d. C. aproximadamente) presenta la más detallada.

### Mitología nórdica

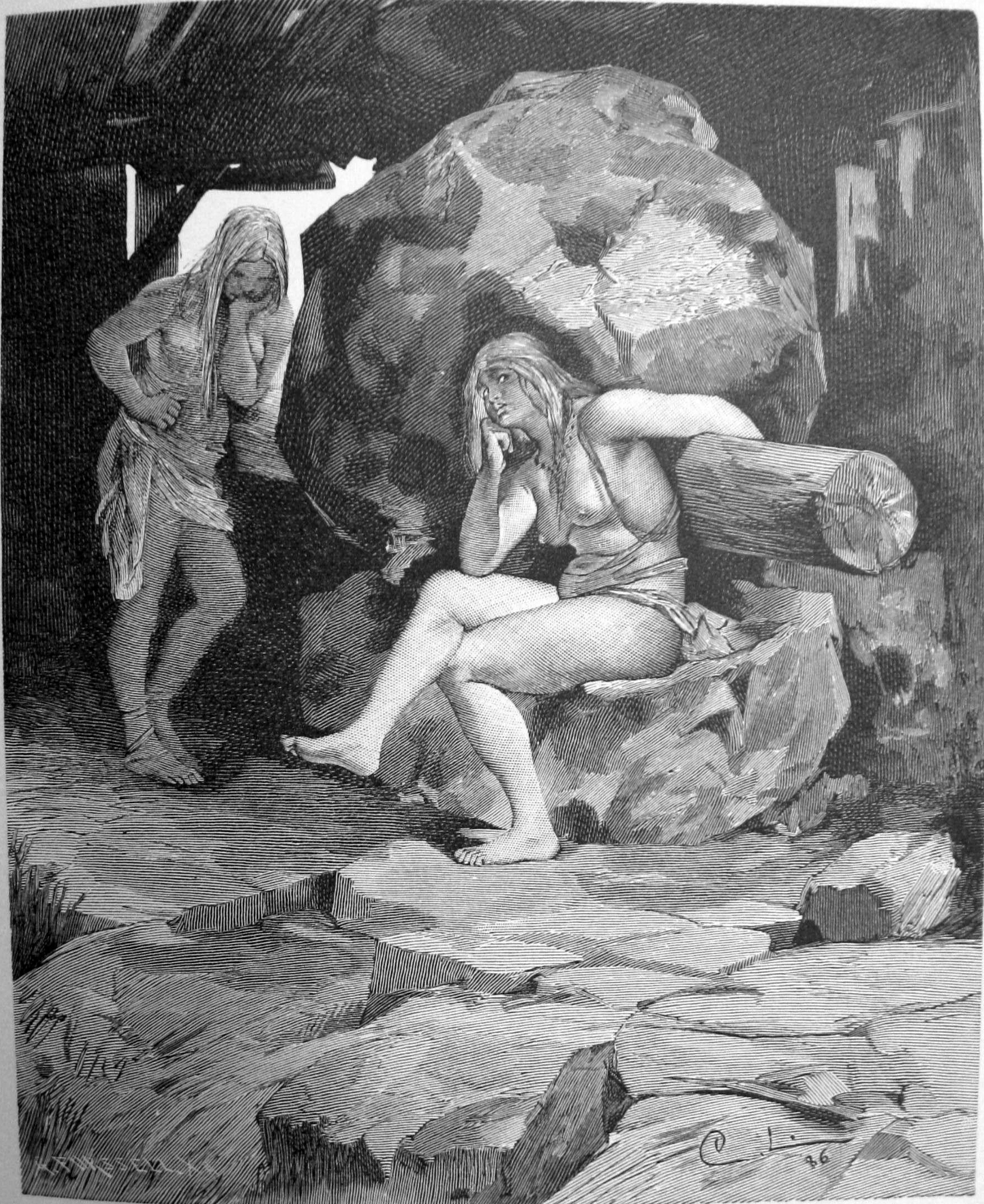
Fenja y Menja, dos gigantas de la poesía Grottasöngr.

En la sociedad vikinga, las mujeres tenían una posición más prominente, lo que se reflejó en la mitología nórdica, donde las gigantas influían en el curso de los sucesos y hacían exigencias.
Gríðr era una giganta que salvó la vida de Thor. Estaba al tanto de los planes de Loki para hacer que Thor muriese a manos del gigante Geirröd y se propuso ayudarle proporcionándole algunos regalos mágicos. Estos fueron: un cinturón poderoso, un par de guantes de hierro mágicos y una varita mágica.
La giganta Gerd era muy bella y sus desnudos brazos brillantes iluminaban el aire y el mar. Frey se enamoró a primera vista y la historia de su cortejo se relata en el poema Skírnismál. Gerd nunca quiso casarse con Freyr, rechazó sus propuestas (enviadas a través de Skírnir, su mensajero) incluso después de recibir once manzanas doradas y el Draupnir. Finalmente Skírnir amenazó con usar la espada de Freyr para cubrir la tierra de hielo y Gerd accedió a casarse. Se convertiría en la madre de los primeros reyes suecos Fjölnir.
Skaði viajó a Asgard para vengar a su padre Þjazi, a quien habían matado los dioses. Accedió a renunciar a sus pretensiones si le permitían escoger un marido de entre ellos y si lograban hacerla reír. Los dioses le permitieron escoger un marido, pero tenía que hacerlo viendo sólo sus pies; Skaði eligió a Njörðr porque sus pies eran tan hermoso que pensó que era Balder. Entonces Loki logró hacerla reír, lográndose así la paz, y Odín hizo dos estrellas con los ojos de Þjazi. Después de un tiempo ambos se separaron, porque ella amaba las montañas (Þrymheim), mientras él quería vivir cerca del mar (Nóatún). La saga de los Ynglings cuenta que más tarde Skaði se convirtió en la esposa de Odín y tuvo muchos hijos con él.
En el funeral de Balder, su barco funerario fue puesto en el mar por Hyrrokin, una giganta que llegó montando un lobo y dio al barco tal impulso que salió fuego de los rodillos y toda la tierra tembló.
Tras las súplicas de Frigg, enviadas a través del mensajero Hermod, Hel prometió liberar a Balder del inframundo si todos los objetos animados o inanimados lloraban por él. Y todos lo hicieron excepto una giganta, Thok, que rehusó llorar al dios asesinado. Y así Balder tuvo que permanecer en el inframundo, de donde no emergería hasta el Ragnarök, cuando él y su hermano Höðr se hubieran reconciliado y gobernaran la nueva tierra junto con los hijos de Thor.

## Literatura

### Literatura europea medieval
Un ejemplo notable de representación de gigantas en el arte y la literatura surgió en el periodo medieval. En su libro Scivias, santa Hildegarda de Bingen (1098-1179) usó a una giganta como representación de "Ecclesia", la Iglesia como novia de Cristo. Puesto que Hildegarda se considera con frecuencia una pionera del movimiento feminista, la aparición de la giganta como símbolo puede no ser una coincidencia.

### Literatura europea moderna
La giganta aparece ocasionalmente en literatura europea más reciente. Charles Baudelaire, en su ciclo poético Las flores del mal (1861, escrito en francés) presenta a la mujer gigante como un símbolo poderosamente erótico:
Once, when Nature's overpowering vigorousness
Conceived each day children this monstrous
I would love to have lived with a young giantess
Around her feet like a cat to a queen voluptuous.
Would love to have seen the spirit that grew out of her
Distending as she played her terrible game
From the damp mist that swam in her eyes to wonder
If her sullen heart would catch into flames.
En contraste con esto, Un viaje a Brobdingnag (1726), la segunda parte de Los viajes de Gulliver de Jonathan Swift (1667-1745) describe la repulsión del héroe hacia las formas femeninas agrandadas hasta proporciones gigantescas. Este enfoque de las gigantas como un símbolo antierótico persistió hasta el siglo XX: C. S. Lewis cuenta en su historia corta The Shoddy Lands un viaje al interior de la mente de una "mujer moderna". Dicha mujer tiene un tamaño gigantesco y por tanto (desde el punto de vista de Lewis) resulta repulsiva: obsesionada por su propia belleza, se ha vuelto completamente ajena a la manera en la que la belleza es percibida por sus presuntos admiradores, es decir, los hombres. Similarmente, la historia Cosmic Casanova de Arthur C. Clarke describe la repugnancia de un astronauta ante el descubrimiento de que una mujer extraterrestre que él adoraba en una pantalla de video mide en realidad nueve metros de alto.

## Cultura popular

### Cómics
Pero el motivo de las gigantas no es siempre antierótico. La creciente popularidad del aumento de poder femenino se refleja en la aparición de poderosas heroínas en los cómics. Tradicionalmente, las superheroínas han sido peor aceptadas que sus homólogos masculinos y con frecuencia se han visto relegadas a papeles secundarios (la excepción más importante fue Wonder Woman (‘Mujer maravilla’), que apareció nada menos que en 1942).
Esto, sin embargo, ha cambiado en décadas recientes, y las mujeres poderosas han ganado mayor aceptación que nunca incluso entre los lectores masculinos. Las heroínas con poderes para cambiar su tamaño han aparecido en cómics tales como Doom Patrol, Team Youngblood y Femforce. En series posteriores, las superheroínas gigantes Tara Fremont y Garganta combinan un tamaño y fuerza inmensos con belleza y femineidad, y son objeto de culto tanto entre hombres como entre mujeres. Las gigantas son incluso más comunes en los cómics manga/animé de Japón, El caso dela serie Los 7 pecados capitales (Nanatsu no taizai) una de las protagonistas, Diana, es una joven y amistosa Giganta. En el manga de Ataque a los Titanes (Shingeki no Kyojin), los personajes de Annie Leonhardt, Ymir, Frieda Reiss, y Pieck Finger, poseían el poder de transformarse en los gigantes conocidos como los titanes. Siendo el primer ser humano en obtener dicho poder una niña llamada Ymir Fritz.

### Cine

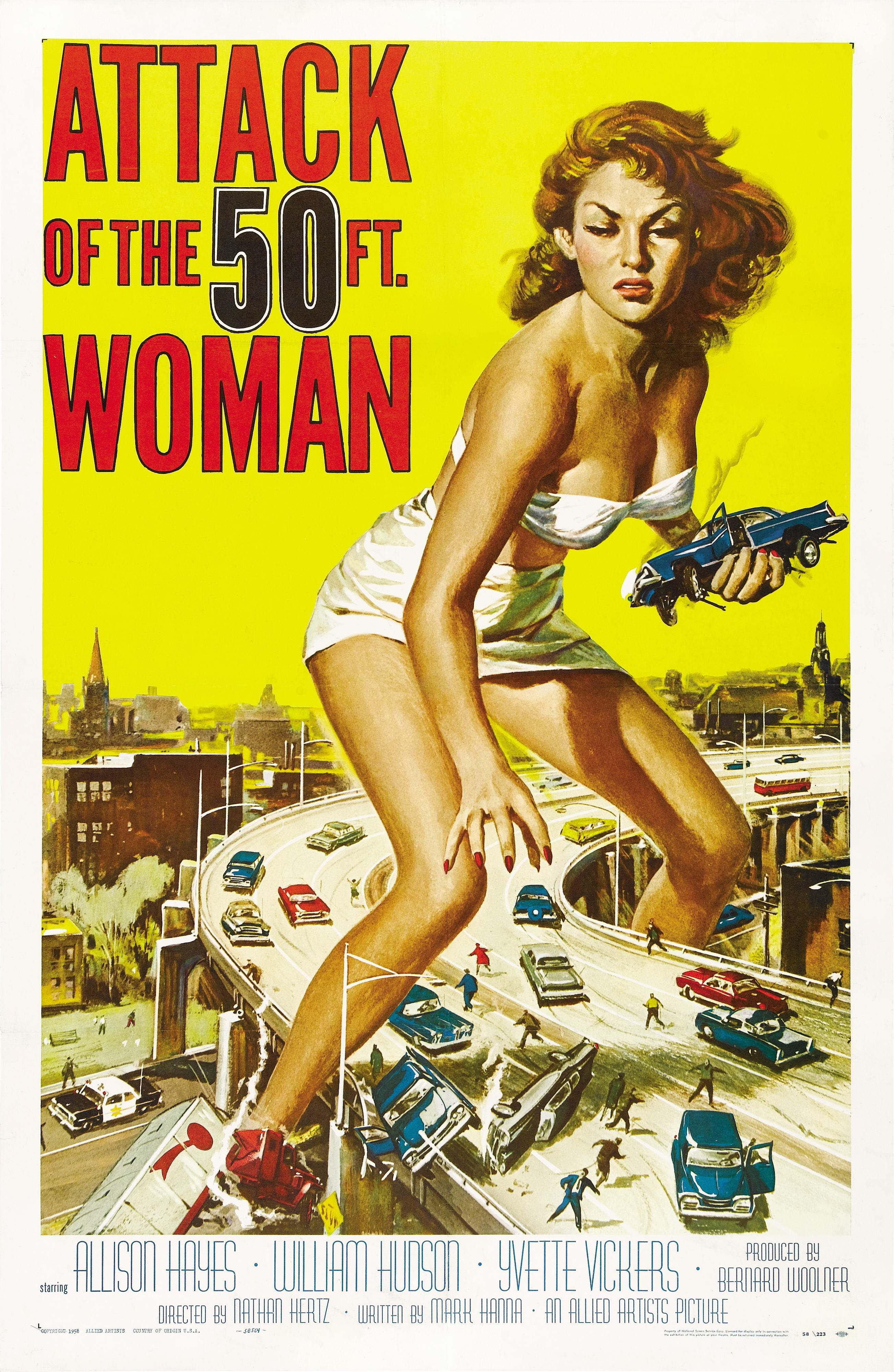
Póster promocionando la película Attack of the 50ft woman.

Unas cuantas películas son también dignas de mención. La película de serie B El ataque de la mujer de 50 pies (1958) formó parte de una serie de películas dedicadas al cambio de tamaño, que también incluyó The Incredible Shrinking Man. El remake de 1993 de esta película, protagonizada por Daryl Hannah en el papel de la mujer gigante, fue promocionada como una comedia. Muchas escenas parodiaban en efecto a la película anterior (notablemente, The Amazing Colossal Man), aunque el tema central era el feminismo. La heroína Nancy, antes un cero a la izquierda aplastada por sus dominante padre y por su marido, resulta fortalecida por su recién descubierto tamaño y empieza a tomar el control de su destino, y anima a otras mujeres a hacer lo mismo. Ambas versiones de son películas de culto.

### Arte y literatura eróticos
La fantasía parafílica de ser aplastado por gigantas es una fantasía sexual registrada con frecuencia, que generó un subgénero de pornografía relacionado con el aplastamiento. Otras fantasías incluyen a hombres de talla normal manteniendo relaciones sexuales con, o simplemente estando en presencia de gigantas. A este tipo de fantasía se alude a menudo con el acrónimo GTS (contracción de giantess, «giganta» en inglés), aunque este término abarca también las situaciones en las que la mujer tiene una talla normal y el hombre está reducido. Estas fantasías pueden ser clasificadas como macrofilia, es decir, atracción sexual hacia seres gigantes (humanos o animales). Gran cantidad de sitios web está dedicada a este subgénero.

### literatura
En los libros de Harry Potter, se menciona que la madre de Rubeus Hagrid es una giganta. Madame Maxime, directora de la escuela de magia Beauxbatons es descrita como una semigiganta (Hija de un Humano y un gigante).